# 124844 Hirotamasao
124844 Hirotamasao este un asteroid din centura principală de asteroizi.

## Descriere
124844 Hirotamasao este un asteroid din centura principală de asteroizi. A fost descoperit pe 13 octombrie 2001 la Shishikui de Hiroshi Maeno. Asteroidul prezintă o orbită caracterizată de o semiaxă mare de 2,34 ua, o excentricitate de 0,20 și o înclinație de 2,4° în raport cu ecliptica.